# Altenstadt, Hessen
Altenstadt är en kommun och ort i Wetteraukreis i Regierungsbezirk Darmstadt i förbundslandet Hessen i Tyskland.